# Northwest Angle

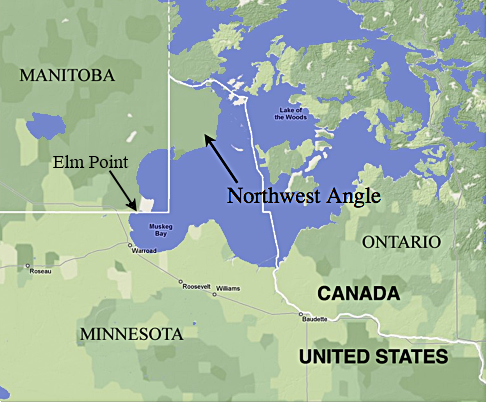
Localização de Angle Inlet ou Northwest Angle.

Angle Inlet ou Northwest Angle (Ângulo Noroeste), conhecido simplesmente como "o ângulo" entre os locais, é uma singularidade fronteiriça da fronteira Canadá-Estados Unidos, no norte do Condado de Lake of the Woods, Minnesota, e é a única parte dos Estados Unidos contíguos a norte do paralelo 49 N. Este paralelo é usado para marcar o limite norte dos 48 estados contíguos, e prolonga-se para leste a partir da costa do Pacífico da América do Norte ao longo das fronteiras setentrionais dos estados de Washington, Idaho, Montana, Dakota do Norte, e parte do Minnesota.
À exceção desta zona, o território dos Estados Unidos Continentais não se estende tão para norte senão no Northwest Angle. Algumas projeções do mapa dos Estados Unidos criam por vezes uma aparência errada, estendendo mais para norte o Maine que o Northwest Angle, o que é errado. O Ângulo Noroeste é inacessível por terra a partir do resto dos Estados Unidos, a menos que se sobrevoe sobre o lago dos Bosques ou sobre o Canadá. 
Os números do censo populacional dos Estados Unidos no ano 2020 indicam que no Northwest Angle/Angle Inlet viviam à data 149 pessoas.

## Origem

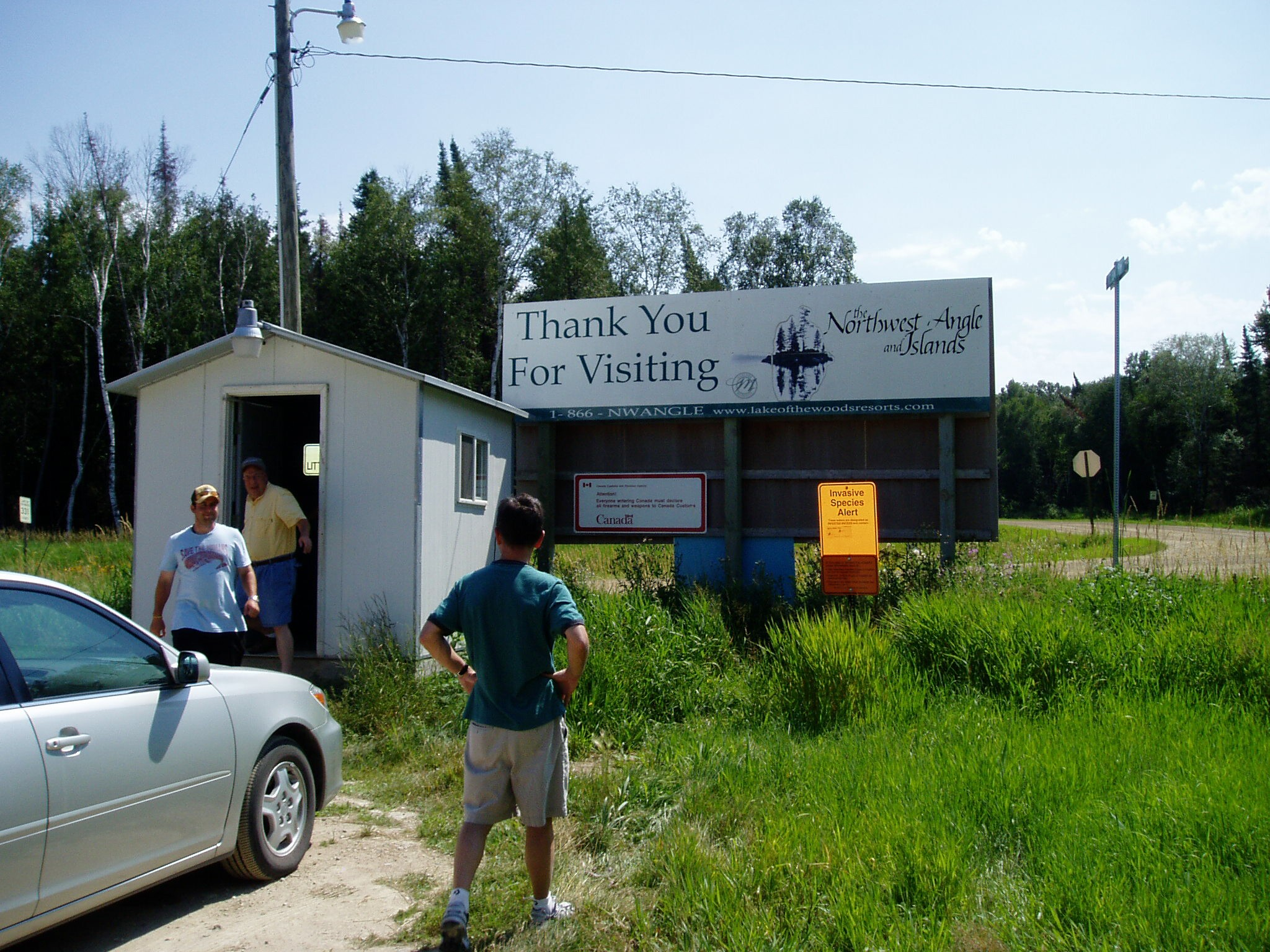
Cabina de declaração de passagem de fronteira Jim's Corner. Para entrar em Angle Inlet pelo caminho, o viajante deverá entrar na cabina e informar a alfândega americana, por meio de um videotelefone. Antes de sair do lugar, pelo caminho, deverá informar a alfândega do Canadá a partir da mesma cabina.

O Tratado de Paris, celebrado em 1783 entre os Estados Unidos e o Reino Unido da Grã-Bretanha no final da Guerra de Independência dos Estados Unidos, assinalou que a fronteira entre Estados Unidos e as possessões britânicas no norte seria "... através da bacia do Lago dos Bosques ao ponto mais a noroeste, e daí para oeste num curso do rio Mississippi... "
Quando uma equipa dirigida por David Thompson finalmente encontrou o ponto mais a noroeste do lago e logo depois de inspecionar esta linha norte-sul, constatou-se que se entrecruzam outras baías do lago e, portanto, se traçou uma porção de território, Angle Inlet, que passou a fazer parte dos Estados Unidos, no caso no estado do Minnesota.

## Geografia
Segundo o Gabinete do Censo dos Estados Unidos, este "ângulo" tem uma área total de 596,3 km², dos quais 123,09 km² é de terra, e 473,2 km² é de água. A superfície terrestre inclui várias ilhas, incluindo a ilha Oak, e dois pequenos cabos que estão a sul do paralelo 49 N no extremo sudoeste do município, a sul da esquina sudeste de Manitoba, e não muito longe da esquina nordeste do condado de Roseau. O censo de 2000 indica que nesta região vivem 152 habitantes, dos quais 118 vivem no continente, e 34 pessoas nas ilhas distribuídas no lago dos Bosques. Todas as ilhas estão povoadas a norte do paralelo 49.
A parte continental do município a norte do paralelo 49 tem uma área de 302,08 km². A área total de todas as ilhas é de 16,32 km², e os dois cabos totalizam 40,47 hectares). O município tem a última escola pública do estado.

## Cultura popular e política
Devido a leis que limitam a pesca, alguns residentes de Angle Inlet sugeriram abandonar os Estados Unidos e unir-se ao Canadá em 1997. No ano seguinte, o representante Collin Peterson propôs uma emenda constitucional que permitiria aos residentes de Angle Inlet, que faz parte do condado de Lake of the Woods, votar sobre a secessão dos Estados Unidos para se anexar ao Canadá. Esta proposta fez irritar os dirigentes da reserva índia Red Lake, já que a grande maioria do território dessa reserva fica no "ângulo".
O autor Tim O'Brien popularizou este lugar no seu best-seller "No Lago dos Bosques".